# Las Vegas, Novi Meksiko
Las Vegas je grad u okrugu San Miguelu u američkoj saveznoj državi Novom Meksiku. Prema popisu stanovništva SAD 2010. u Las Vegasu je živjelo 14.408 stanovnika. Sjedište je okruga.

## Zemljopis
Nalazi se na 35°35′49″N 105°13′21″W / 35.59694°N 105.22250°W. Prema Uredu SAD-a za popis stanovništva, zauzima 19,50 km2 površine, sve suhozemne.

## Stanovništvo
Prema podatcima popisa 2000. u Las Vegasu bilo je 14.565 stanovnika, 5588 kućanstava i 3559 obitelji, a stanovništvo po rasi bili su 54,21% bijelci, 0,99% afroamerikanci, 1,96% Indijanci, 0,61% Azijci, 0,10% tihooceanski otočani, 37,19% ostalih rasa, 4,95% dviju ili više rasa. Hispanoamerikanaca i Latinoamerikanaca svih rasa bilo je 82,94%.

## Vanjske poveznice
- Službene stranice